# Barthélemy Pocquet du Haut-Jussé
Barthélemy Pocquet du Haut-Jussé, né le 21 novembre 1891 à Rennes et mort le 20 juillet 1988 également à Rennes, est un archiviste et historien français spécialiste de l'histoire de la Bretagne.

## Biographie
Fils de l'historien Barthélemy Pocquet, Barthélemy Amédée Marie Joseph Pocquet du Haut-Jussé est élève au collège Saint-Vincent de Rennes puis étudie à la faculté de lettres de Rennes avant d'intégrer l'École nationale des chartes (1910-1914) où il obtient le diplôme d'archiviste paléographe avec une thèse sur « Les relations de la Bretagne avec l'Angleterre sous le règne de François II 1458-1488 ». Licencié en droit en 1912. Élève diplômé de l'École pratique des hautes études, IVe section. Membre de l'École française de Rome il y fait deux séjours (1915-1917, 1919) entrecoupés par sa  mobilisation lors de la Guerre de 1914-1918, au cours de laquelle il est en 1917-1918 archiviste du service de santé de la région Nord à Boulogne-sur-Mer.
Après avoir été conservateur à la Bibliothèque nationale de 1920 à 1928, il devient en 1929 docteur ès lettres (Sorbonne) grâce à ses travaux sur François II de Bretagne ainsi que les relations entre les papes et les ducs de Bretagne. Il enseigne à l'Université de Dijon comme maître de conférences d'histoire de l'Antiquité et du Moyen Âge à partir de 1930. Il est le premier titulaire de la chaire d'histoire de la Bretagne créée à l'Université de Rennes en 1941, chaire qu'il occupe jusqu'à sa retraite en 1963.
Il est élu président de la Société de l'École des Chartes en 1957. Il publie en dehors de ses articles pour la Société d'Histoire et d'Archéologie de Bretagne, ses Visites et excursions à Rennes et ses alentours en 1974 et les lettres de son grand-père retraçant le fonctionnement du Journal de Rennes, en 1976.

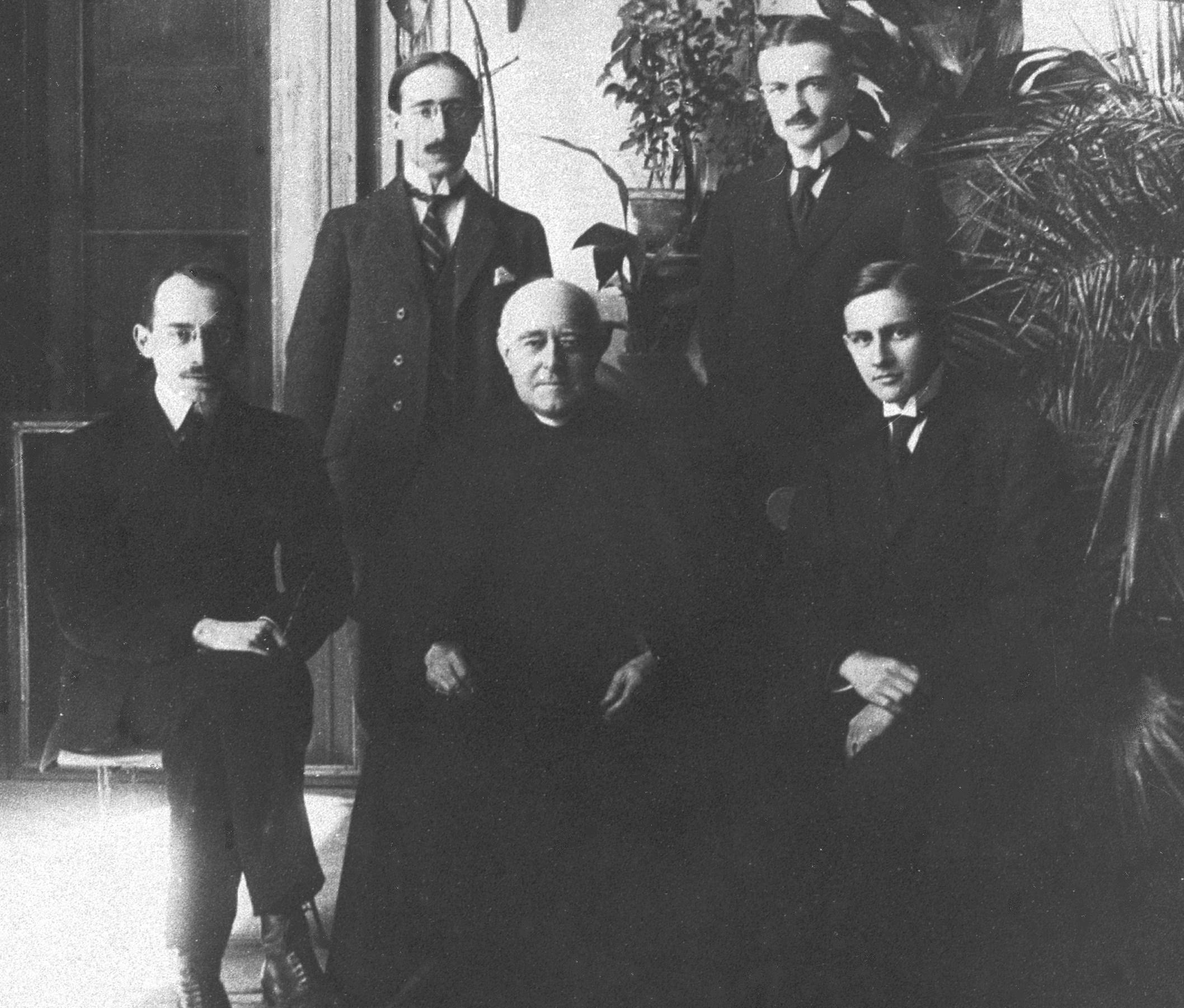
Monseigneur Louis Duchesne et des élèves en avril 1917, Barthélemy Pocquet du Haut-Jussé est en haut à gauche.
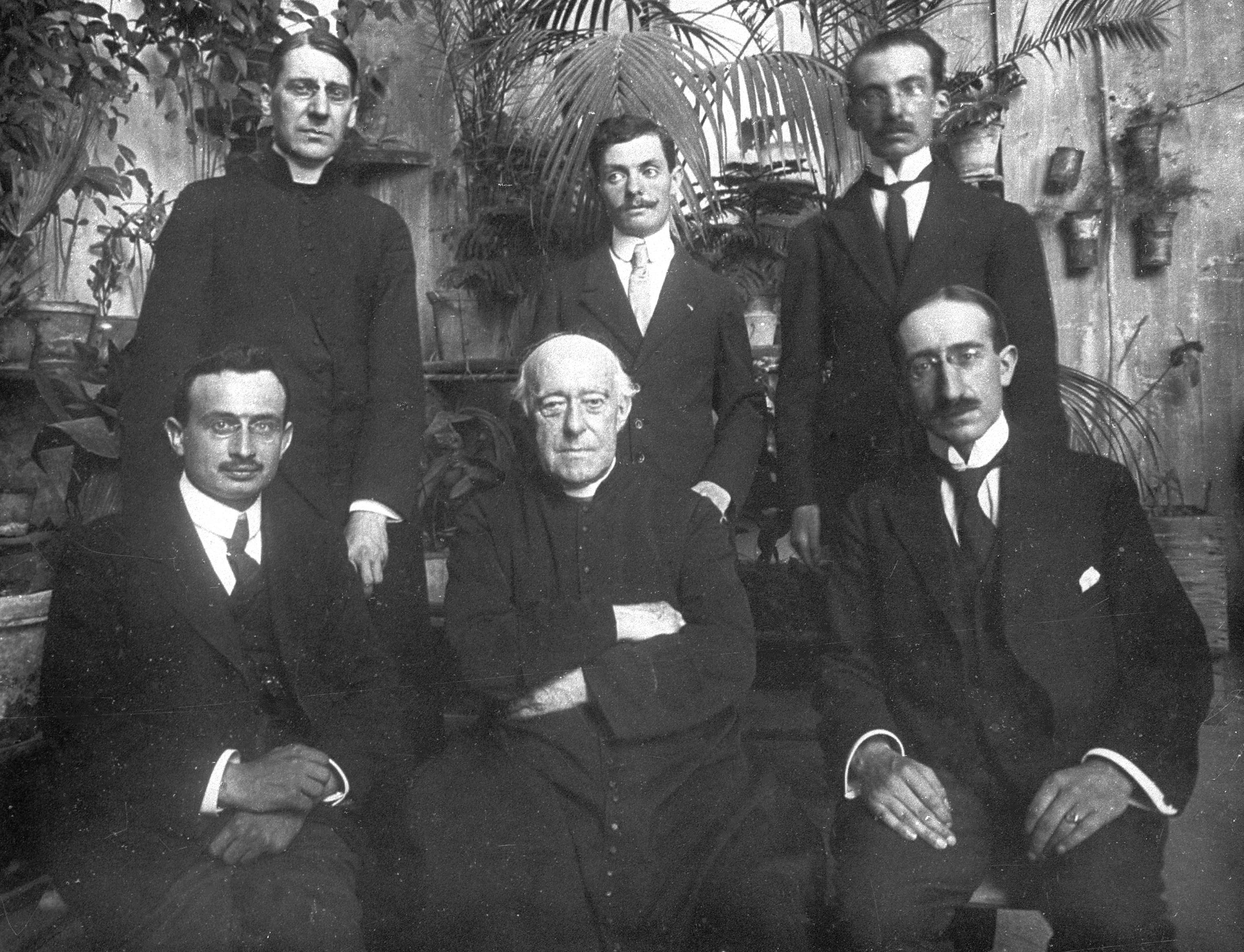
Louis Duchesne et des élèves à l'École française de Rome, en 1919-1920. Barthélemy Pocquet du Haut-Jussé est à droite.

## Publications
- Les papes et les ducs de Bretagne : essai sur les rapports du Saint-Siège avec un État, vol. 1 et 2, Paris, Éditions de Boccard, coll. « Bibliothèque des Écoles françaises d'Athènes et de Rome » (no 133), 1928, XXIV-439 p. (présentation en ligne). Réédition : Les papes et les ducs de Bretagne : essai sur les rapports du Saint-Siège avec un État  (préf. Jean Kerhervé), Spézet, Coop Breizh, coll. « Histoire », 2000, XVI-698 p. (ISBN 2-84346-077-8).
- « Malestroit en Italie et l'autonomie fiscale du clergé breton », in Mémoires de la Société d'histoire et d'archéologie de Bretagne, tome VII, 1926, p. 61-90, lire en ligne sur Gallica.